# Muriel et Boulon
Pour les articles homonymes, voir Muriel et Boulon (homonymie).
Muriel et Boulon est une série de bande dessinée qui met en scène une petite fille (Muriel) et un gentil robot araignée (Boulon) inventé par son papa. La série est cosignée par Ers et Dugomier.

## Auteurs
- Scénario : Dugomier
- Dessin : Ers
- Couleurs : Cerise (tome 2), Veerle Swinnen (tomes 4 et 5)

## Synopsis
Muriel est une petite fille vivant dans une petite ville. Sa maman tient la librairie Virgule, tandis que son père est ingénieur pour une société spécialisée dans les effets spéciaux du cinéma et de la télévision. Celui-ci conçoit et fabrique un robot ultra-perfectionné, prenant la forme d'une araignée géante, qu'il nomme « Boulon ». Mais de la mise au point finale de l'engin, un court-circuit se produit [tome 1]. Cet incident donne à Boulon des propriétés particulières : doué de sentiments et de phobies - en tête, celle des vraies araignées -, il a aussi pour marotte de rechercher des cordes ou autres fils électriques pour tisser des toiles, ce qui ne manque pas de provoquer des incidents, souvent comiques [tome 2]. Le robot va s'imposer comme le meilleur ami de Muriel, à la vie comme à l'écran.
En effet, le tandem est embauché pour tourner une série télévisée appelée Boulon l’extra-terrestre. Le statut de comédienne de Muriel va dès lors s'imposer comme le ressort des aventures des deux compères. Leur célébrité attire l'amitié et la jalousie des camarades d'école de Muriel [tomes 2 et 6]. Mais surtout, certains essayent également d’accaparer Boulon [tomes 1 et 4] afin de monnayer ses capacités exceptionnelles. Cette thématique va culminer dans le sixième et dernier album : Muriel et Boulon sont pris d'une frénésie de reconnaissance et cherchent à devenir des stars [6]. Muriel vit également des aventures plus classiques [tomes 3 et 5] dans le style du Club des Cinq.

## Les personnages

### Personnages principaux
- Muriel
- Boulon

### Personnages secondaires
- Le père de Muriel (Rémy Bertin) : ingénieur. Il travaille à Ciné Effets entreprise spécialisée dans les effets spéciaux pour le cinéma.
- La mère de Muriel (Cécile Bertin) : libraire
- Rufus : voisin, ami des Bertin. Il est brocanteur et accessoiriste pour le tournage de la série télé.
- M. André Sartosy : producteur de la série Boulon l'extra-terrestre. Il a une certaine ressemblance physique avec Nicolas Sarkozy
- Monsieur Léglume : voisin d'en face de Muriel. Il est paranoïaque et croit que Boulon est un monstre.
- L'institutrice : maitresse d'école de Muriel
- Le directeur de l'école de Muriel
- Mathieu : le meilleur ami et amoureux de Muriel à l'école
- Zénobie : camarade de classe de Muriel, un peu peste [2] [4] [6]

## Albums
1. Une araignée au plafond (1995 –  (ISBN 2-8036-1153-8))
2. La Petite Menteuse (1996 -  (ISBN 2-8036-1210-0))
3. Des vacances d'enfer (1998 –  (ISBN 2-8036-1265-8))
4. Boulon pète les plombs (1999 –  (ISBN 2-8036-1393-X))
5. La Tête dans les étoiles (2000 –  (ISBN 2-80361-481-2))
6. Caprices de stars (2001 –  (ISBN 2-80361-626-2))

## Éditeur
- Le Lombard : tomes 1 à 6 (première édition des tomes 1 à 6)